# Station Crouy
Station Crouy is een spoorwegstation in de Franse gemeente Crouy.